# Чирково (Рязанская область)
Чирково — село в Ряжском районе Рязанской области, входит в состав Поплевинского сельского поселения. 

## География
Село расположено на берегу реки Моша в 13 км на запад от центра поселения села Поплевино и в 17 км на северо-запад от райцентра Ряжск.

## История
Чирково в качестве села «Чиркина с церковью св. чудотворцев Космы и Дамиана» упоминается в окладных книгах 1676 года, где при означенной церкви показано церковной пашни 20 четвертей в поле, сенных покосов на 40 копен. В XVIII столетии при Космодамианской церкви упоминается придел Успенский; вместо деревянной, обветшавшей церкви, в 1813 году на средства помещицы Натальи Васильевны Кайсаровой начато строительство каменной церкви в честь иконы Знамения Пресвятой Богородицы с приделом Предтеченским. Одновременно с церковью была построена и колокольня; построение ограды также каменной относится к концу XIX века.
В XIX — начале XX века село входило в состав Нагайской волости Ряжского уезда Рязанской губернии. В 1906 году в селе было 53 двора.
С 1929 года село входило в состав Кучуковского сельсовета Ряжского района Рязанского округа Московской области, с 1937 года — в составе Рязанской области, с 1957 года — в составе Поплевинского сельсовета, с 2005 года — в составе Поплевинского сельского поселения.

## Население
| 1859 | 1906 | 2010 |
| ---- | ---- | ---- |
| 402  | ↘396 | ↘207 |

## Достопримечательности
В селе расположена недействующая церковь иконы Божией Матери "Знамение" (1813).